# 約旦河谷

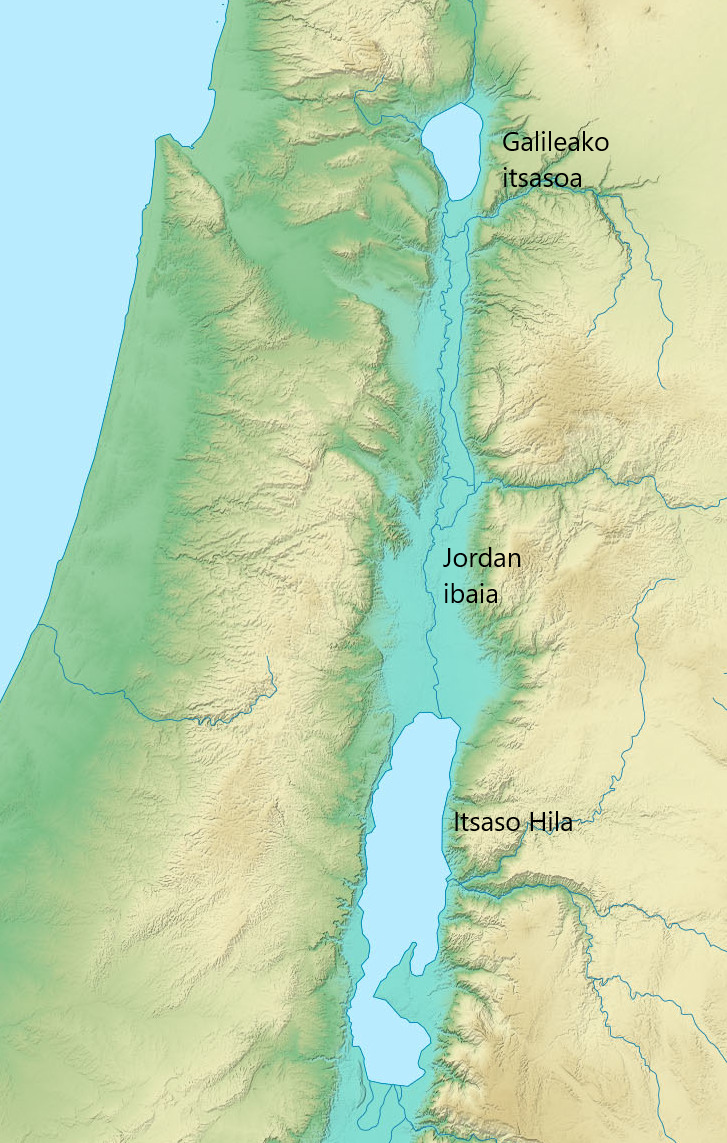
約旦河谷北起加利利海，南到死海

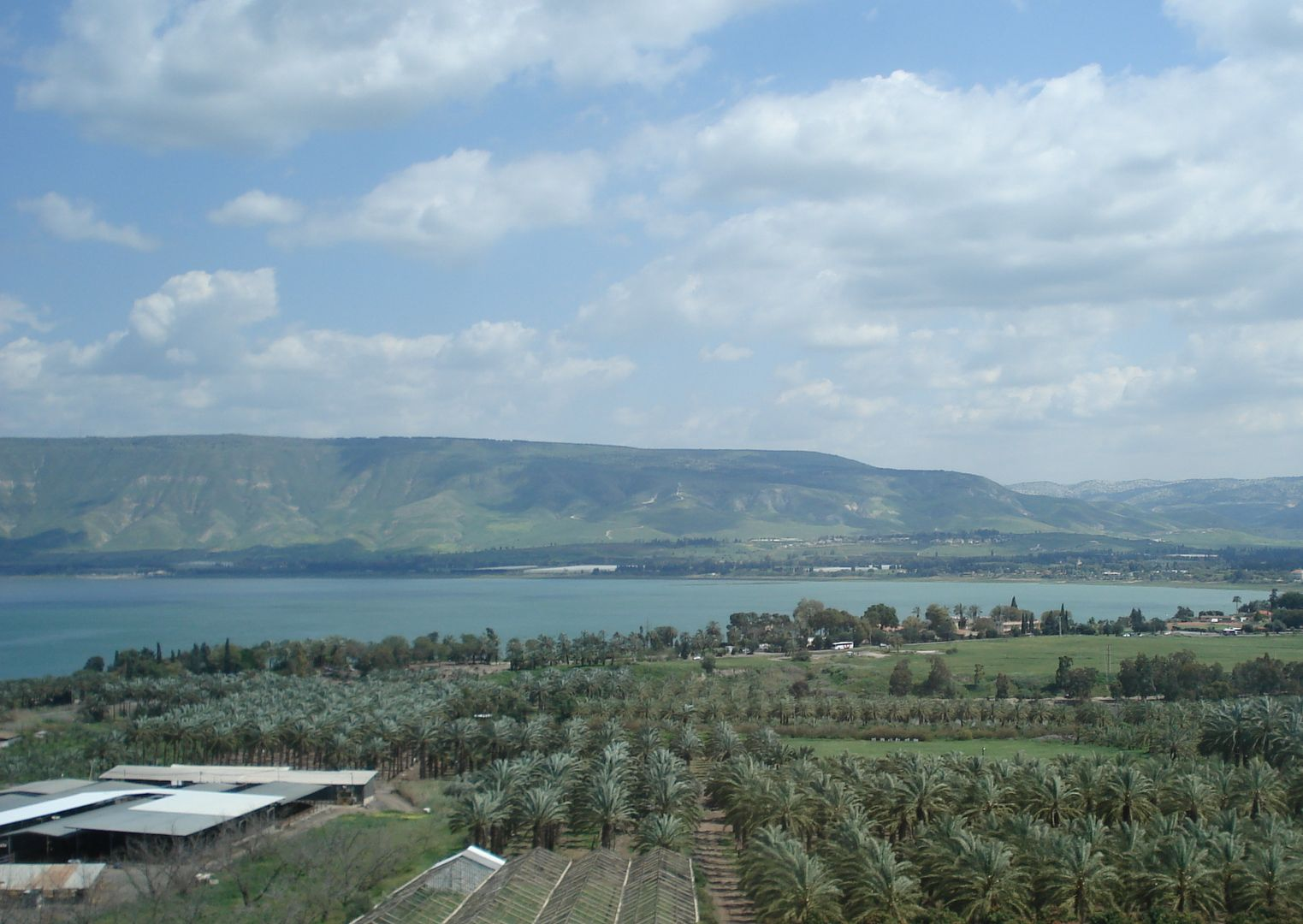
加利利海，約旦河由加利利海的南邊（圖上右側）離開加利利海，進入約旦河谷

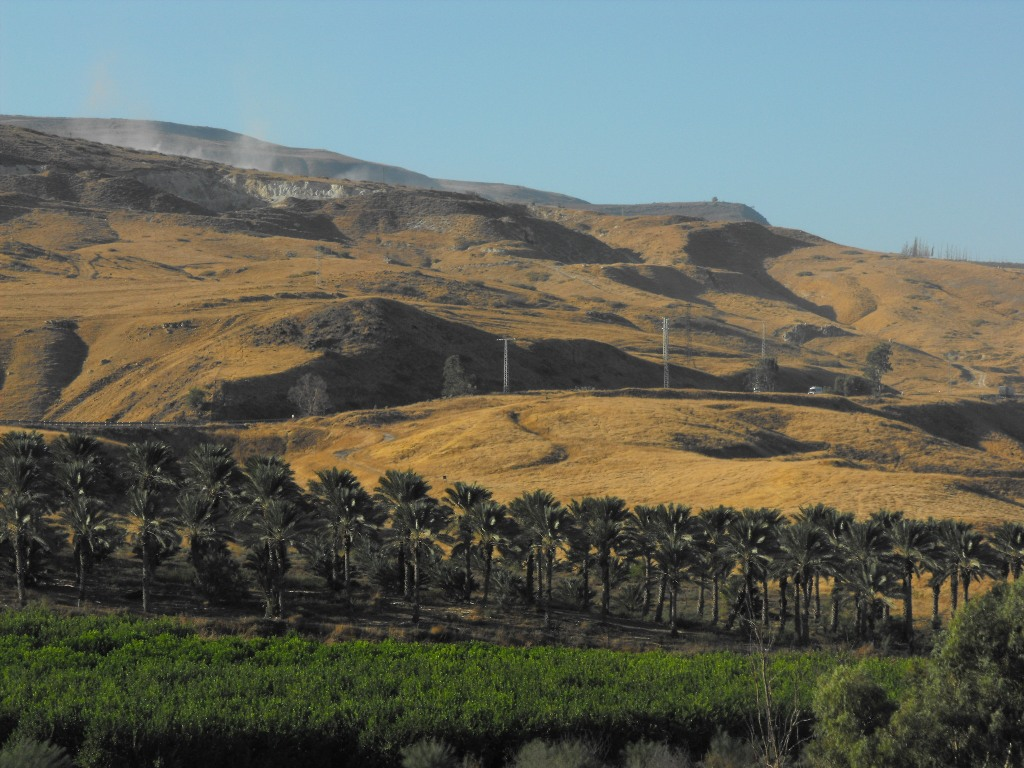
約旦河谷的枣椰树

約旦河谷（Emek Hayarden, Al-Ghor or Al-Ghawr）位在加利利海的南邊，是約旦河在該區域形成的河谷，是約旦河大裂谷的一部份。約旦河谷和大部份的河谷不同，「約旦河谷」一般只指約旦河下游的河谷，北起加利利海，南是內陸湖死海。約旦河谷有120公里長，15公里寬。廣義的約旦河谷也包括死海盆地及更南邊的阿拉伯谷，一直到南邊155公里的亞喀巴/埃拉特為止。
約旦河谷的大部份是約旦、以色列及以色列在1967年佔領的約旦河西岸地區的邊界，約旦河谷的東邊是約旦，西邊是以色列及約旦河西岸地區。細節在1994年二國訂定的約以和約中規範，其中訂定約旦以及約旦河西岸地區的「管理邊界」，不去評論该领土的地位。以色列將約旦河谷的86%做為以色列定居点。

## 地理
依此條目中的定義，在加利利海以北，有時稱為「上約旦河谷」的地區不算在約旦河谷以內。上約旦河谷包括約旦河的上游，胡拉谷地及科拉濟姆高原，都在加利利海以北。
約旦河谷的北邊在阿拉伯文中稱為古尔（Ghor），包括在加利利海以南的這一部。其氣候比周圍要暖很多，全年的氣候都適於農業，而且土壤及水源條件都很良好，因此此地區是重要的農業區。而約旦河谷在死海以南的區域氣候相當炎熱且乾燥。

## 人口學

### 約旦人
在1967年六日戰爭之前，約旦河谷的約旦人據點約居住六萬人，以農業及畜牧業為主。後來因為六日戰爭以及1970年至1971年時巴勒斯坦解放組織和約旦的黑色星期五戰爭，約旦河谷的約旦人減少到只有五千人。1979年時因為約旦政府的投資，此區域的約旦人又增加到超過八萬五千人。大部份約旦人在此場的農場都是家庭農場，面積不超過30杜纳亩（3公頃、7.4英亩）。

### 巴勒斯坦人
有四萬七千多名巴勒斯坦人住在河谷靠近約旦河西岸地區的地帶，約有二十個永久群落，大部份住在杰里科城附近。在這裡也有數千名過遊牧生活的貝都因人。

### 以色列
約有一萬一千多名以色列人住在十七個基布兹（集體社區），是埃梅克亞爾登區域市政局的一部份。另外有七千五百人住在設立在約旦河谷靠近西岸的二十六個以色列定居点及五個以色列武裝移民區中。

## 政治地理情形
在六日戰爭後的所有以色列政府都認為約旦河谷的西岸就是以色列的東界。約旦河谷的東岸即為約旦。
1994年的約以和約定義二國之間的邊界是以約旦河和雅莫科河的中心為準。有關約旦河西岸，和約的附錄II (a)提到：「這條線是約旦和以色列在1967年軍事控制地區的管理分界。和約不評論該區域的狀態。」

## 在西岸强拆巴勒斯坦民房
以色列在奧斯陸協議定義的約旦河西岸C區持續驱逐巴勒斯坦社群，方式是强拆其房区。根據聯合國人權事務高級專員辦事處，在2012年有172起强拆行動，影響當地的巴勒斯坦人及貝都因人農戶。2013年的强拆數量加倍，390建筑物被夷为平地，其中156棟是住宅，剩下的是畜圈，倉库和厨房。紅十字會提供帐篷給受強拆的家庭，補償其物質損失，不過因為以色列決定持續的没收替代用的民房，紅十字會行動在2014年2月結束了。依歐盟及國際救援組織的觀點來看，只要巴勒斯坦人住在被以色列人佔領的土地，上述的強拆行為就違反國際法的規定。

## 以色列约旦河谷区局
在錫安主義及後來的以色列定居点中，「约旦河谷」是指加利利海的最南邊，及往貝特謝安一公里距離的區域。
在1930年代後期，约旦河谷的吉布茨（集體社區）形成了Gush委員會，和英国委任统治当局联络的區域市政架構。1940年代後期，吉布茨之間的經濟、文化及安全方面有繼續的合作，也有了區域的學校系統。1949年時形成了約旦河谷地區委員會，變成了以色列區域委員會的典型，稱為Emek HaYarden地區委員會，和Bik'at HaYarden地區委員會不同，後者是包括1967年後，在約坦河西岸更南邊的以色列定居点。

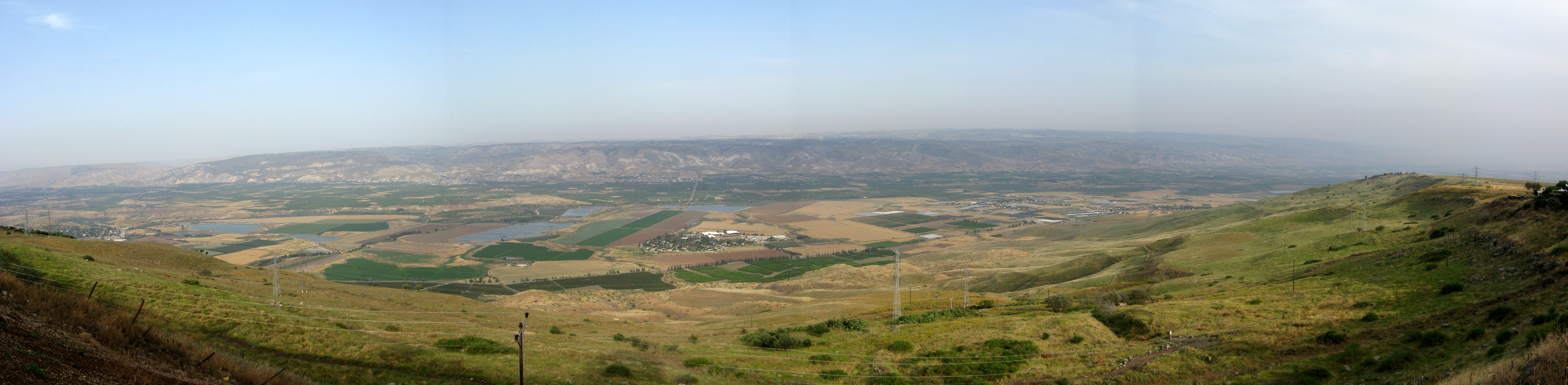
约旦河谷的全景

## 農業
約旦河谷的氣候比鄰近地區溫暖許多，再加上全年適合農作的氣候、肥沃的土壤及供水，使得約旦河谷從一萬年前都是農業的據點。在西元前三千年後，約旦河谷的農作已經輸出到鄰近地區。
在舊約聖經中多次提及此地區肥沃的土壤。現代的農耕方式大幅的拓展了此區域的農產輸出。約旦在1950年代建築的阿卜杜勒運河從約旦河往東延伸69公里，因此產生了新的農耕區。可拆遷的溫室使得農業生產量增加到原來的七倍，因此約旦每年可以出口大量的水果及蔬菜。
依照農業顧問Samir Muaddi的論點，民政局幫助巴勒斯坦竹的農夫及農業局將其農產銷往以色列，並保證其品質。會舉行有關現代農業的研討會，讓農夫可以知道以色列及國際上的創新。
約旦河的源頭有很多個，主要是在敘利亞的前黎巴嫩山脈，流入比海平面低212公尺的加利利海，最後流入死海。死海南邊的約旦河谷是炎熱乾燥的阿拉伯谷氣候。

## 宗教上的重要性

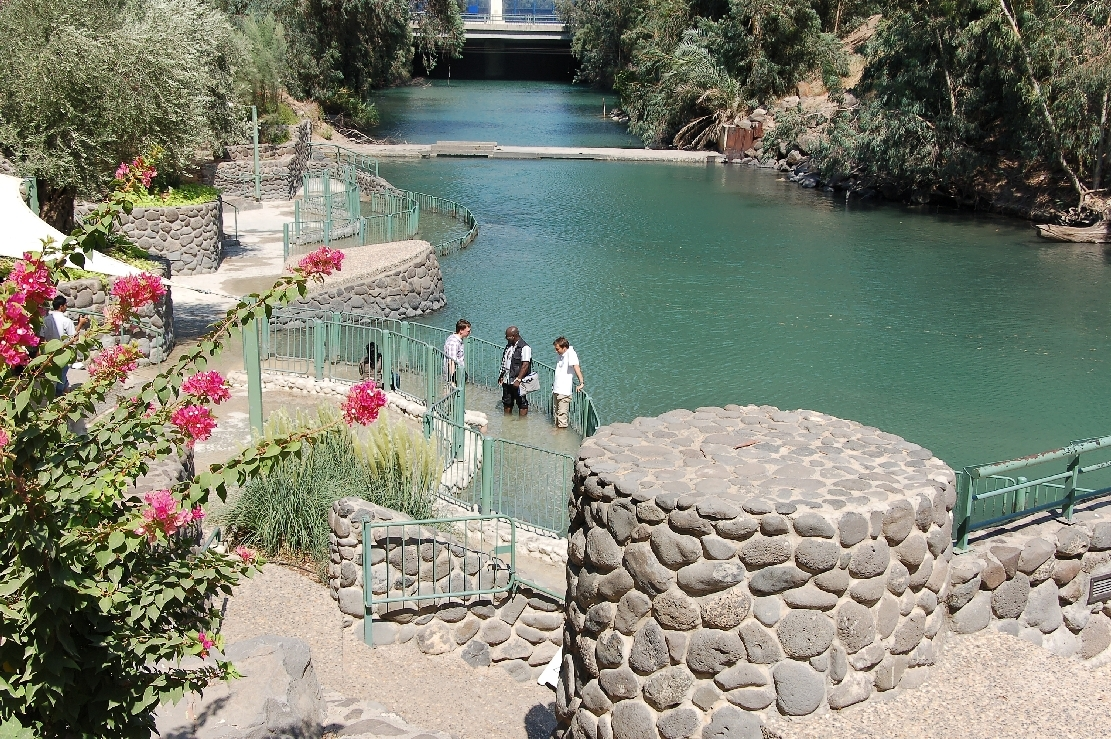
約旦河邊的受洗池

在舊約聖經中多次提到這塊土地的肥沃，依舊約聖經的記載，以色列人經歷的許多神蹟也是發生在約旦河谷，例如約書亞時，約旦河乾涸，以色列人越過約旦河，一直到約櫃上岸後河水才復流。
在新約聖經中，施洗約翰也是在約旦河為耶稣施洗。

## 朝聖者及旅遊
耶稣受洗的地點吸引許多朝聖者及觀光客前來。在最近的四十年內形成了三個不同版本的耶稣受洗地點。在約旦Al Maghtas的地點是歷史上最早的，考古發現的物品時間最早大約是在耶穌事奉時期。在約旦河西的耶胡德堡也有其中古時期的的傳統。因為以色列和約旦之間的衝突，以及第一次及第一次巴勒斯坦大起義，上述二個景點在1967年至2000年之間是不開放的禁區。在2000年及2010至2011年已經重新開放。第三個景點是1981年開放的，在更北邊靠近以色列的亞得尼。